# 아제르바이잔 국립역사박물관
아제르바이잔 국립역사박물관(아제르바이잔어: Azərbaycan Tarix Muzeyi)은 1920년에 설립된 아제르바이잔 국립 박물관이자 역사 박물관이다. 고고학, 화폐학, 민속학을 주제로 하고 있으며 아제르바이잔의 수도 바쿠에 있다.